# Surinaamse Volleybal Bond
De Surinaamse Volleybal Bond (afgekort SUVOBO) is de officiële sportbond voor volleybal in Suriname. De bond is gevestigd in Paramaribo. De bond is lid van het Surinaams Olympisch Comité en de North, Central America and Caribbean Volleyball Confederation (NORCECA), een regionale tak van de internationale volleybalfederatie FIVB.
De bond werd op 28 april 1963 opgericht, onder meer door Bas Mulder die de eerste voorzitter van de bond werd.
Tijdens internationale wedstrijden wordt de SUVOBO vertegenwoordigd door:
- het Surinaams mannenvolleybalteam en
- het Surinaams vrouwenvolleybalteam.

## Samenwerking Suriname en Nederland
Op 4 juli 2021, is er een samenwerking aangekondigd tussen de volleybalbonden van Suriname en Nederland. In de overeenkomst is onder meer opgenomen dat Nederland zal helpen de ontwikkelingsachterstand van Suriname op volleybaltechnisch gebied te verhelpen.